# Анисимово (Чагодощенский район)
Анисимово — деревня в Чагодощенском районе Вологодской области.
Входит в состав Первомайского сельского поселения, с точки зрения административно-территориального деления — в Первомайский сельсовет.

## География
Расположена на правом берегу реки Чагода. Расстояние по автодороге до районного центра Чагоды — 21 км, до центра муниципального образования посёлка Смердомский — 4 км. Ближайшие населённые пункты — Вялье, Оксюково, Первомайский.

## Население
По переписи 2002 года население — 224 человека (109 мужчин, 115 женщин). Всё население — русские.

## Достопримечательности
- В деревне сохранился Храм Иоанна Богослова 1850 года постройки, построенный на месте ветхой деревянной часовни, как домовая церковь помещика полковника Ивана Павловича Позена как часть усадьбы Анисимово.